# Shiplake
Shiplake är en by och en civil parish i South Oxfordshire i Storbritannien. Den ligger i grevskapet Oxfordshire och riksdelen England, i den södra delen av landet, 50 km väster om huvudstaden London. Orten har 1 954 invånare (2011).
Kustklimat råder i trakten. Årsmedeltemperaturen i trakten är 9 °C. Den varmaste månaden är juli, då medeltemperaturen är 18 °C, och den kallaste är december, med 0 °C.